# Jerzy Lech Jasnorzewski

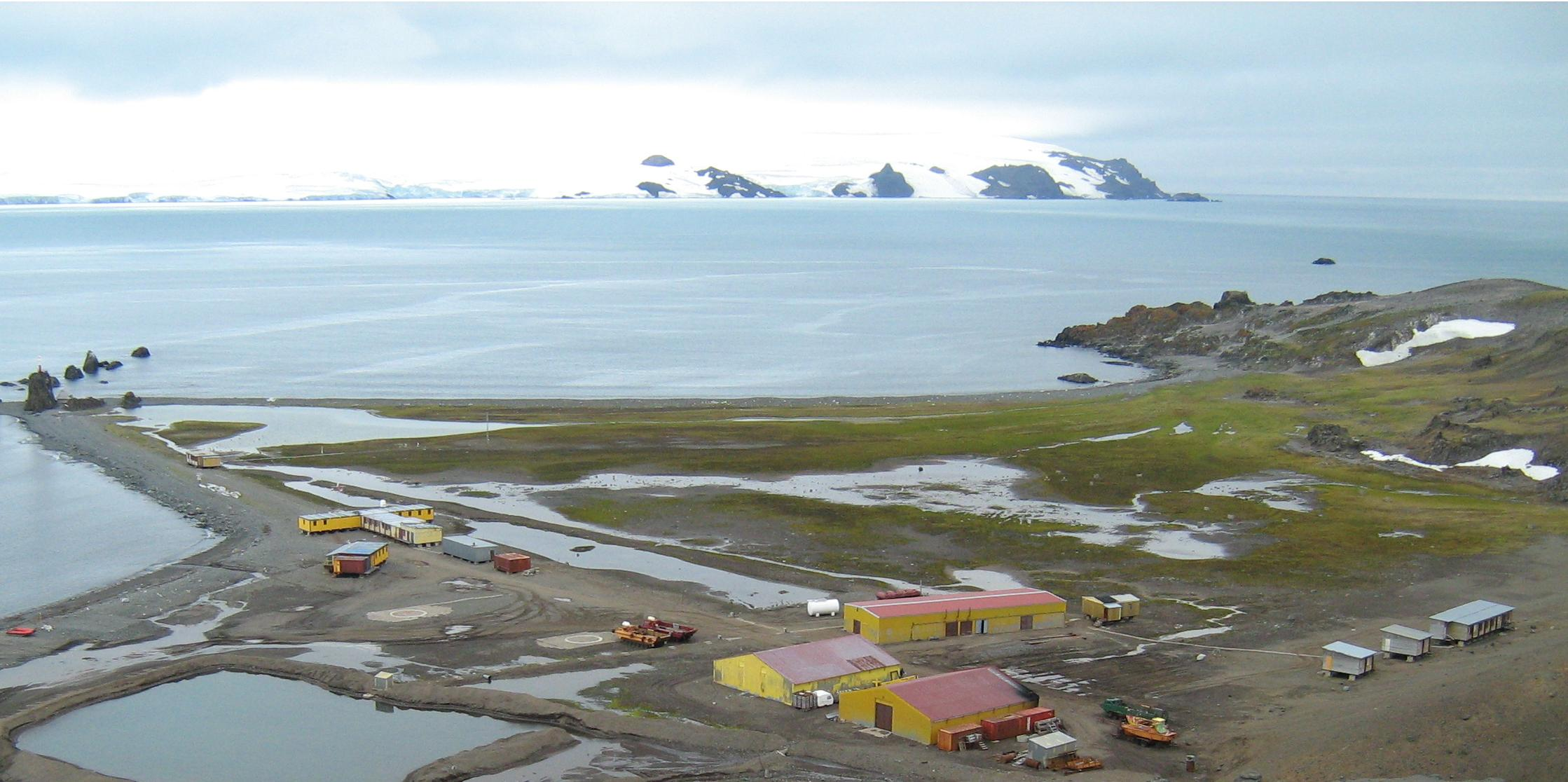
Imieniem naukowca nazwano Ogrody Jasnorzewskiego, łąkę w pobliżu polskiej stacji badawczej na Wyspie Króla Jerzego

Jerzy Lech Jasnorzewski (ur. 15 września 1906 w Iwaszkowie, zm. 14 maja 1989) – polski geodeta, metrolog, wykładowca akademicki i polarnik. Przez większość zawodowego życia związany z Głównym Urzędem Miar i Instytutem Geodezji i Kartografii, członek Stowarzyszenia Geodetów Polskich. Przez dwie kadencje był wicedyrektorem Międzynarodowego Biura Metrologii Prawnej w Paryżu. Uczestnik trzech polskich wypraw w rejony polarne (dwukrotnie na Spitsbergen i raz w rejony antarktyczne), w dwóch z nich wziął udział już jako emeryt.

## Życiorys
Urodził się 15 września 1906 w Iwaszkowie w Imperium Rosyjskim (dzisiejsza Ukraina), w rodzinie inżyniera rolnego. W czasie I wojny światowej, w 1916, wstąpił do rosyjskiego gimnazjum w Białej Cerkwi. Po zawarciu traktatu ryskiego przyjechał do nowo powstałej Polski, gdzie osiedlił się w Radomiu. W 1926 zdał maturę i wstąpił na Uniwersytet Warszawski. Początkowo studiował na Wydziale Matematyczno-Przyrodniczym, jednak już po roku przeniósł się na Wydział Geodezji Politechniki Warszawskiej. Równolegle eksternistycznie zaliczał przedmioty wymagane na Wydziale Inżynierii Wodnej. W 1932 uzyskał dyplom, a w kolejnym roku rozpoczął pracę dla Obserwatorium Astronomicznego Uniwersytetu Jagiellońskiego. W 1934 ożenił się z Haliną z Kamieńskich, pozostali małżeństwem do jej śmierci w 1984. Wkrótce potem para przeniosła się do Warszawy (sam Jasnorzewski przypłynął do stolicy z Krakowa kajakiem), gdzie Jasnorzewski podjął pracę na Wydziale Geodezji Politechniki Warszawskiej. Do wybuchu II wojny światowej opublikował pięć prac naukowych z dziedziny metrologii i geodezji, w ramach staży badał również organizację służby czasu w Paryżu, Brukseli i Poczdamie.
W czasie wojny pracował dorywczo, m.in. przy pomiarach lasów. Podczas pracy w Kampinosie współpracował z ruchem oporu. Po powrocie do Warszawy w początkach 1945 pracował przy zabezpieczeniu zrujnowanej Politechniki, a następnie przy odbudowie Głównego Urzędu Miar (GUM) i struktur polskich służb metrologicznych. W kolejnych dziesięcioleciach pracował naukowo w GUM, a jednocześnie wykładał na Wydziale Geodezji PW. W latach 50. opublikował 12 prac i dwa podręczniki akademickie. Jednym z efektów jego prac naukowych było opracowanie w Polskich Zakładach Optycznych mikroskopu do komparatora geodezyjnego jego pomysłu. W 1956 otrzymał tytuł docenta.
Przed rozpoczęciem Międzynarodowego Roku Geofizycznego Stanisław Siedlecki zaproponował Jasnorzewskiemu udział w wyprawie PAN na Spitsbergen. Jako członek wyprawy miał on zająć się m.in. założeniem podstawowego punktu geodezyjnego i wyznaczeniem jego pozycji. Efektem pracy polarników było powstanie Polskiej Stacji Polarnej Hornsund; wyznaczony przez Jasnorzewskiego punkt w pobliżu stacji stał się podstawą wielu opracowań kartograficznych i geodynamicznych wyspy. Po powrocie z wyprawy opublikował wspomnienie z niej pod tytułem Spitsbergen bez retuszu. Po powrocie, w 1958 Jerzy Lech Jasnorzewski został wicedyrektorem nowo powstałego Międzynarodowego Biura Metrologii Prawnej; stanowisko to piastował przez dwie pięcioletnie kadencje.
W 1968 powrócił z Paryża do Warszawy, początkowo do swojej dawnej jednostki (tymczasem przemianowanej na Centralny Urząd Jakości i Miar). W 1970 rozpoczął pracę w Instytucie Geodezji i Kartografii, początkowo na pół etatu, a po roku jako pełnoetatowy pracownik i członek rady naukowej. W 1976 przeszedł na emeryturę, ale pozostał aktywnym naukowcem i wykładowcą. Jesienią 1978, mimo zaawansowanego wieku, Jasnorzewski ponownie wyruszył na wyprawę polarną, tym razem do Polskiej Stacji Antarktycznej im. Henryka Arctowskiego na Wyspie Króla Jerzego. Po powrocie do kraju przez kolejne osiem lat (do 1986) współpracował nadal z IGiK oraz z Polskim Komitetem Normalizacji Miar i Jakości, działał również w kole seniora Stowarzyszenia Geodetów Polskich (SGP) i w wielu klubach polarnych. W 1986 IGiK oraz SGP zorganizowały jubileuszową sesję naukową dla uczczenia 80 urodzin Jasnorzewskiego. W dzień po towarzyszącym sesji Sympozjum Polarnym Jerzy Lech Jasnorzewski wyruszył na swoją trzecią wyprawę polarną, ponownie do bazy Hornsund na Spitsbergenie jako członek ekipy naukowców. Organizujący wyprawę Instytut Geofizyki Polskiej Akademii Nauk zaakceptował program naukowy przygotowany przez doc. Jasnorzewskiego, który przeszedł także wszystkie testy zdrowotne w Wojskowym Instytucie Medycyny Lotniczej.
Zmarł 14 maja 1989.